# Oskar Teufel

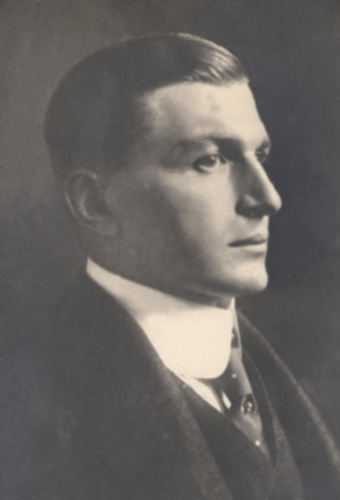
Oskar Teufel

Oskar Teufel (* 5. Oktober 1880 in Znaim (Znojmo), Mähren; † 26. Januar 1946 in Wien) war ein mährisch-österreichischer Politiker der Deutschradikalen Partei. Er war von 1911 bis 1918 Abgeordneter zum österreichischen Reichsrat und 1918/19 Mitglied der Provisorischen Nationalversammlung für Deutschösterreich.

## Ausbildung und Beruf
Oskar Teufel war der Sohn des Essig- und Konservenfabrikanten Heinrich Teufel. Nach dem Besuch der Volksschule ging er an die Realschule in Znaim. Er wurde 1905 Geschäftsführer der im Besitz seiner Mutter stehenden Konserven- und Essigfabrik Karl Ernst’s Nachfolger in Znaim und 1913 deren Inhaber. Im Ersten Weltkrieg diente er als Kommandant einer Rot-Kreuz-Abteilung, dann Hauptdelegierter des Roten Kreuzes in einem Feldspital.
Nach 1918 wurde Teufel als persona non grata aus der Tschechoslowakei ausgewiesen und übersiedelte nach Wien. Er war 1926 Mitgründer und Mitbesitzer des Nachtlokals Flieger-Bar in Mauer bei Wien, das zwei Jahre später in Konkurs ging. Vom Vorwurf der fahrlässigen Krida (Bankrott) wurde er aber freigesprochen. Ab 1931 war er Angestellter der Pharmazeutischen Standesanstalten (Versicherungsanstalt für Pharmazeuten und Pharmazeutische Gehaltskasse) in Wien. Er verwaltete 1938 kommissarisch die Alte Feldapotheke und die Großdrogenhandlung M. Kris Söhne in Wien. Nach dem „Anschluss“ Österreichs war er von 1940 bis 1945 Generalsekretär der Pharmazeutische Gehaltskasse.

## Politische Karriere
Teufel war 1907 Obmann des Deutschvölkischen Vereins für Znaim und Umgebung und Obmann des deutschen Volksrats in Znaim. Er wurde 1911 als des 6. deutschsprachigen Wahlbezirks in Mähren in das Abgeordnetenhaus des österreichischen Reichsrats gewählt. Die Abgeordneten der Deutschradikalen Partei schlossen sich dem Deutschen Nationalverband an. Wegen des Ersten Weltkriegs wurde die XII. Legislaturperiode bis 1918 verlängert. Teufel war bis Juli 1918 Mitglied der mährischen Landesparteileitung und der Reichsleitung der Deutschradikalen Partei. Nach der Auflösung des Deutschen Nationalverbands war er im Juli 1918 kurzzeitig Obmann-Stellvertreter der Deutschradikalen Vereinigung im Abgeordnetenhaus. Die Deutschradikalen schlossen sich im Oktober 1918 der Deutschösterreichischen Unabhängigkeitspartei an.
Nach dem Zerfall der Habsburgermonarchie bildeten die deutschsprachigen Reichsratsabgeordneten, darunter auch Teufel, am 21. Oktober 1918 eine Provisorische Nationalversammlung für Deutschösterreich, die bis zum 16. Februar 1919 tagte. Dort gehörte Teufel dem Verband der deutschnationalen Parteien (DnP) an. Nach der Gründung der Tschechoslowakei strebten die Abgeordneten der deutschsprachigen Teile Böhmens und Mährens eine Eingliederung dieser Gebiete in die Republik Deutschösterreich an. Teufel amtierte von Oktober bis Dezember 1918 als Kreishauptmann von Deutsch-Südmähren. Tschechoslowakische Truppen besetzten jedoch das Gebiet und entmachteten die dortigen deutschösterreichischen Verwaltungsstrukturen, bevor es durch den Vertrag von Saint-Germain 1919 auch völkerrechtlich der Tschechoslowakei zugeordnet wurde.
Nach seiner Übersiedelung nach Wien engagierte sich Teufel zunächst in der monarchistisch-legitimistischen Bewegung. Später war er aktiver Nationalsozialist, auch in der Zeit der Illegalität.